# Singapore Flyer
Singapore Flyer är ett pariserhjul vid  Marina Bay i Singapore. Det var världens största när det öppnade 1 mars 2008.
Pariserhjulet, som är 165 meter högt, är uppbyggt på samma sätt som ett cykelhjul med ekrar. De 28 luftkonditionerade gondolerna med plats för 28 passagerare vardera väger 16 ton och sitter på utsidan av hjulet.

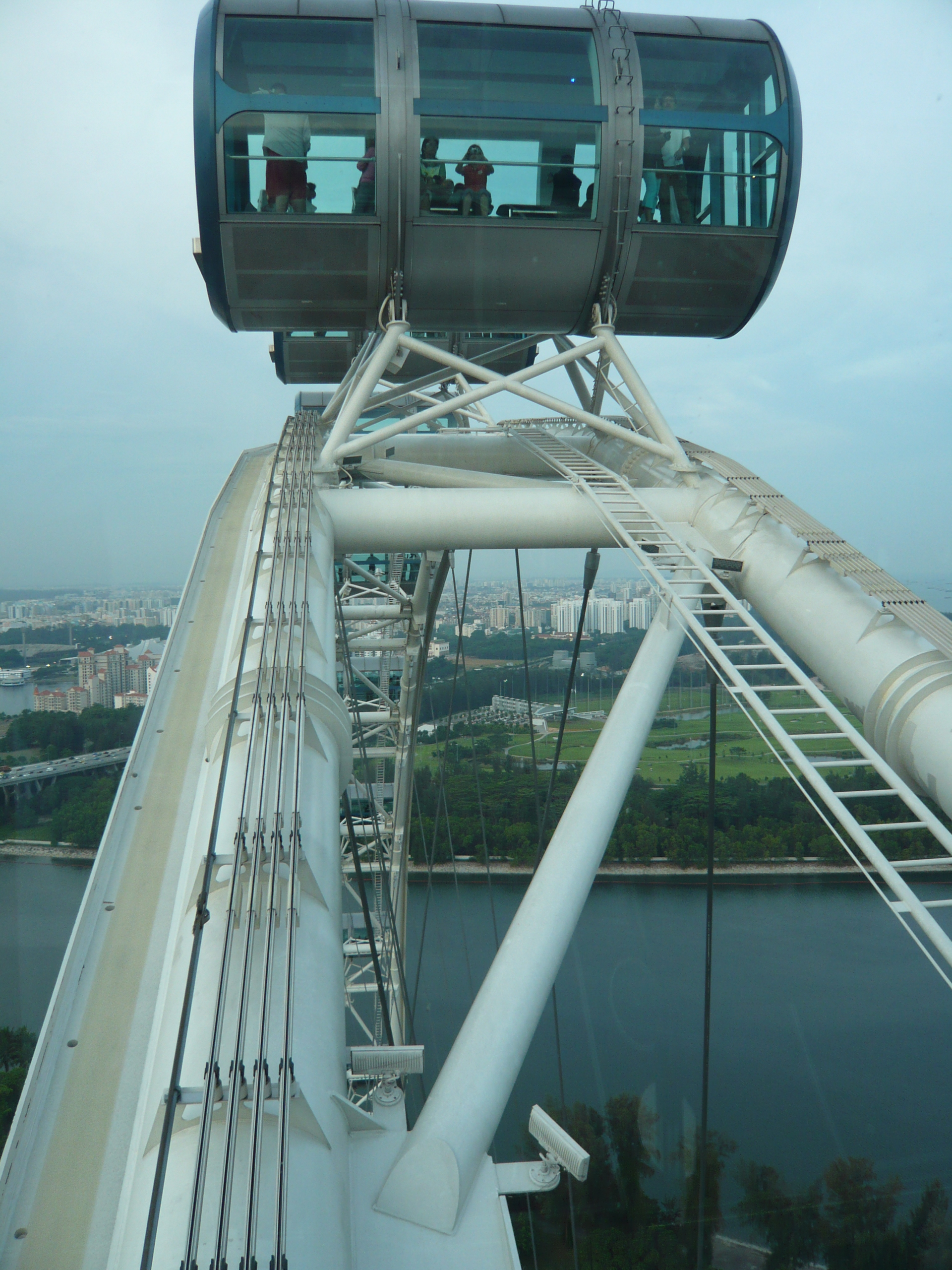
Gondoler på Singapore Flyer.

Singapore Flyer förlorade titeln som  världens världen största pariserhjul 31 mars 2014 när High Roller öppnade på the Strip i Las Vegas.
Start- och målrakan på racerbanan Marina Bay Street Circuit ligger intill Singapore Flyer.